# Олденико
Олденѝко (на италиански: Oldenico; на пиемонтски: Aunì, Ауни) е село и община в Северна Италия, провинция Верчели, регион Пиемонт. Разположено е на 143 m надморска височина. Населението на общината е 256 души (към 2014 г.).